# Канде (город в Того)
Канде (фр. Kandé) — город на северо-востоке области Кара на севере республики Того. Является центром префектуры Керан и расположен примерно в 50 км от регионального центра, на высоте 302 м над уровнем моря.
Ближайшие города и деревни включают в себя населённые пункты: Тантаньерта (на расстоянии 3,7 морских миль), Кпасиде (5,1 м миль), Аджанте (2,2 м миль), Купагу (6,4 м миль), Атету (2,7 м миль), Ньянде (3,3 м миль), Титира (4,9 м миль) и Куба-Тье (5,5 м миль).
В пригороде города расположена известная библиотека Кутама, включённая в список культурных объектов мирового наследия.
Население города по данным на 2013 год составляет 10 503 человека.